# Stout (Schiff)
Die USS Stout (DDG-55) ist ein Lenkwaffenzerstörer der United States Navy. Sie gehört der Arleigh-Burke-Klasse an. Das Schiff ist nach Konteradmiral Herald F. Stout benannt, der im Zweiten Weltkrieg Kommandant des Zerstörers Claxton war.

## Geschichte
Im Dezember 1988 wurde der Auftrag über den Bau von DDG-55 erteilt. Im August 1991 wurde das Schiff auf Kiel gelegt, Bauwerft war Ingalls Shipbuilding. Im Oktober 1992 lief der Zerstörer vom Stapel und wurde getauft. Die offizielle Indienststellung fand schließlich im August 1994 statt.
Erste Fahrten führte die Stout um den Jahreswechsel 1995/96 mit dem Träger George Washington durch. Auch 1999 verlegte der Zerstörer mit der Washington, diesmal ins Mittelmeer. In den folgenden Jahren war der Zerstörer mehrmals Teil der Standing Naval Force Mediterranean der NATO. 2005 verlegte die Stout zusammen mit der Bataan, 2007 dann mit drei ihrer Schwesterschiffe sowie der Gettysburg und der Philadelphia als Eskorte für den Flugzeugträger Enterprise im Rahmen des Anti-Terror-Krieges. Während dieser Fahrt nahm das Schiff vor Somalia unter anderem die Fähre Spice Islander I in Schlepp, die einen Motorschaden hatte.
Im April 2008 wurde bekannt, dass das Schiff wegen massiver Korrosion und weiterer Mängel vorübergehend stillgelegt werden musste:
- Die Sendeleistung des AN/SPY-1D-Radars musste um 75 % verringert werden.
- Zwei der drei AN/SPG-62-Feuerleitradare waren nicht einsatzfähig.
- Die Phalanx-CIWS-Nahbereichsverteidigungssysteme waren außer Betrieb.
- Das Mark-45-Leichtgewichtsgeschütz war auf Grund von Korrosion am Lademechanismus nicht feuerbereit.
- Das hintere VLS-Startsystem war wegen Treibstofflecks nicht einsatzfähig.

Nach der Beseitigung der Schäden im Sommer nahm die Stout im Oktober an der Versenkung des außer Dienst gestellten Zerstörers O´Bannon teil. Im August 2009 führte die Stout eine Übung mit den Marinen Israels und der Türkei im Mittelmeer durch.
Im Dezember 2010 verlegte die Stout zu einer Fahrt im Rahmen der National Missile Defense ins Mittelmeer. Bei Ausbruch der gewalttätigen Proteste in Libyen Ende Februar 2011 zeigte der Zerstörer Präsenz vor der Küste und eskortierte Flüchtlingsboote nach Malta. Am 19. März feuerte der Zerstörer im Rahmen der Operation Odyssey Dawn Marschflugkörper vom Typ BGM-109 Tomahawk auf libysche Ziele ab.
Am 29. August 2013 wurde die Stout wegen eines möglichen Angriffs der US-Streitkräfte auf Syrien in das östliche Mittelmeer verlegt.